# Reinaldo (football, 1954)
Pour les articles homonymes, voir Reinaldo.
Maurício Zacarias Reinaldo Rodrigues Gomes, plus connu sous le nom de Reinaldo, est un footballeur portugais né le 2 novembre 1954 à Bissau. Il évoluait au poste d'attaquant.

## Biographie
Il possède 6 sélections en équipe du Portugal.

## Carrière
- 1973-1974 :  SC Vila Real
- 1974-1975 :  FC Famalicão
- 1975-1976 :  SC Régua
- 1976-1978 :  FC Famalicão
- 1978-1982 :  Benfica Lisbonne
- 1982-1984 :  Boavista FC
- 1984-1985 :  Sporting Braga
- 1985-1986 :  GD Estoril
- 1985-1986 :  Varzim SC

## Palmarès

### En club
Avec le FC Famalicão :
- Champion du Portugal D2 en 1978

Avec le Benfica Lisbonne :
- Champion du Portugal en 1981
- Vainqueur de la Coupe du Portugal en 1980 et 1981